# Biéville-Beuville
Biéville-Beuville település Franciaországban, Calvados megyében. Lakosainak száma 3855 fő (2022. január 1.). Biéville-Beuville Bénouville, Blainville-sur-Orne, Cambes-en-Plaine, Colleville-Montgomery, Épron, Hérouville-Saint-Clair, Mathieu és Périers-sur-le-Dan községekkel határos.

## Népesség
A település népességének változása:
| Lakosok száma | 571  | 1606 | 2223 | 2516 | 2747 | 3144 | 3391 | 3561 | 3646 | 3855 |
|               | 1968 | 1982 | 1990 | 2006 | 2013 | 2015 | 2017 | 2019 | 2020 | 2022 |